# Pałac w Kuksie
Pałac w Kuksie – zabytkowy pałac w miejscowości Kuks (Republika Czeska).
Pałac wybudowany na zlecenie Franza Antona von Sporck (1662-1738), żonatego z Franciszką von Swéerts zu Reist (1667–1726) jest częścią zespołu urbanistyczno-krajobrazowego okresu późnego baroku zbudowanego w latach 1704-10 i rozebranego w 1901. Do współczesnych czasów zachowały się jedynie: taras,  piwnica - pozostałości fundamentów dawnego zamku, połączonego z mostem monumentalnymi schodami z dekoracją rzeźbiarską z warsztatu M.B. Brauna z 1704, których rzeźby trytonów są dziełem Jana Bedřicha Kohla-Severa z tego samego okresu.

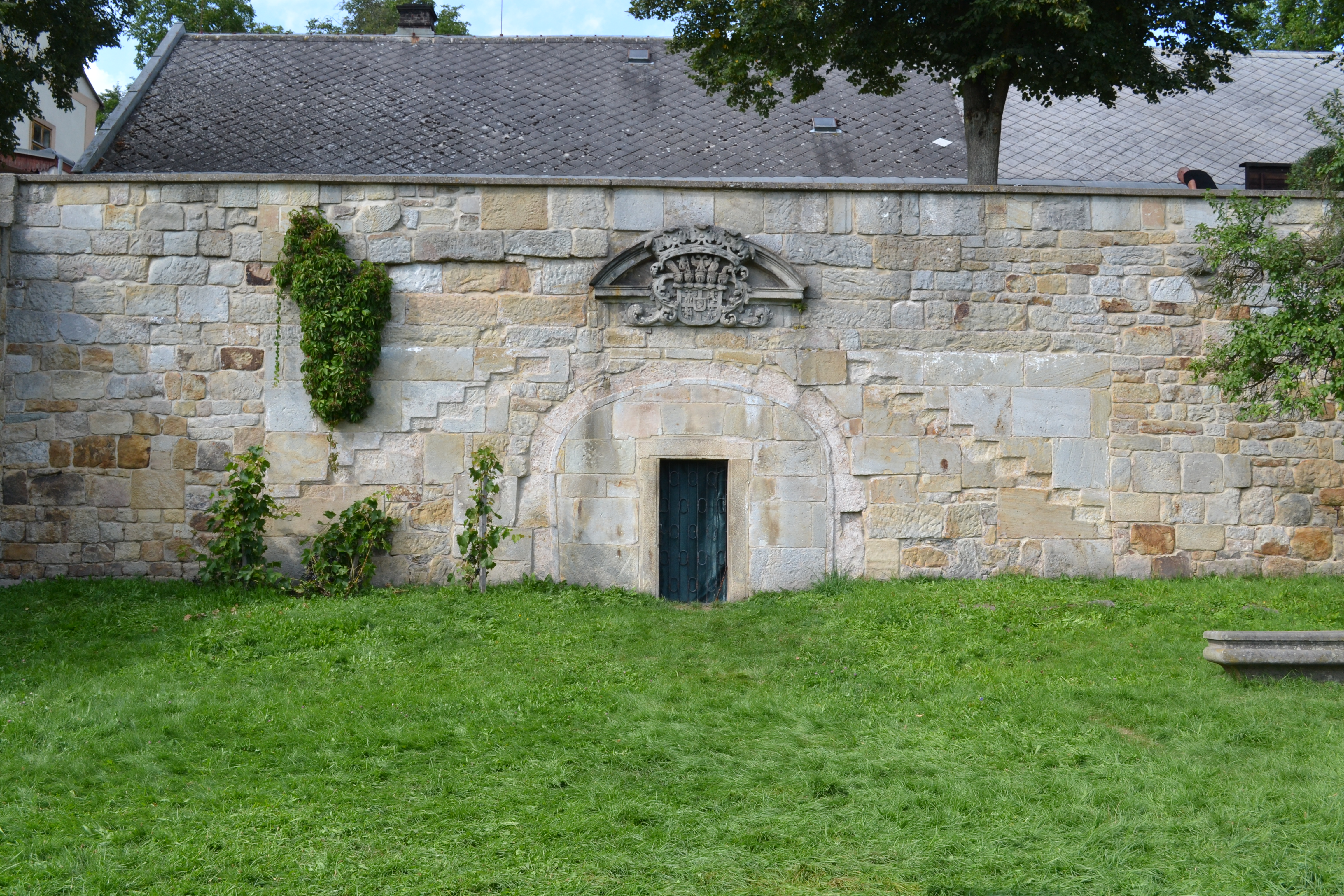
Kartusz z herbem Sporck
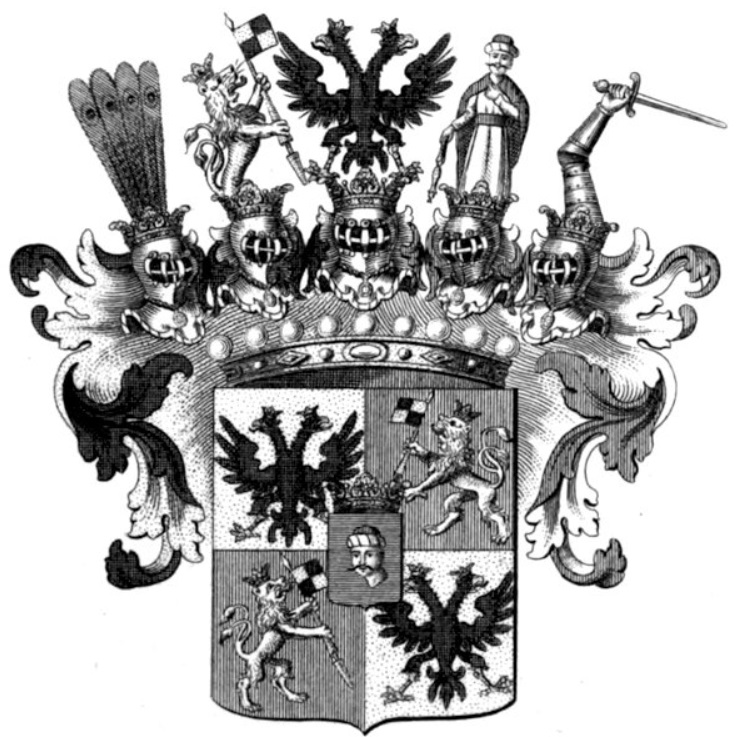
Herb Sporck